# Robert Ker, II duca di Roxburghe
Robert Ker, II duca di Roxburghe (1709 – 20 agosto 1755), è stato un nobile scozzese.

## Biografia
Era l'unico figlio di John Ker, I duca di Roxburghe, e di sua moglie, Lady Mary Finch, figlia di Daniel Finch, II conte di Nottingham della sua prima moglie Lady Essex Rich. 
Il 24 maggio 1722 fu creato conte Ker, di Wakefield nella contea di York, e barone Ker, di Wakefield nella contea di York (entrambi nella Pari della Gran Bretagna).

## Matrimonio
Sposò, il 16 giugno 1739, la cugina Essex Mostyn (?-7 dicembre 1764), figlia di Sir Roger Mostyn, III Baronetto. Ebbero cinque figli:
- John Ker, III duca di Roxburghe (23 aprile 1740-19 marzo 1804)
- Lady Essex Ker (9 marzo 1742)
- Lady Essex Ker (25 marzo 1744-?)
- Lady Mary Ker (17 marzo 1746-?)
- Lord Robert Ker (27 agosto 1747-20 marzo 1781)

## Morte
Morì il 20 agosto 1755.
| Controllo di autorità | VIAF (EN) 31871679 · ISNI (EN) 0000 0000 5289 1512 · LCCN (EN) nr93034121 |